# 安藤恭子 (元皇族)
安藤 恭子（あんどう ゆきこ、1896年〈明治29年〉5月13日 - 1992年〈平成4年〉12月28日）は、日本の子爵安藤信昭の夫人。元皇族で、旧名は恭子女王（ゆきこじょおう）。閑院宮載仁親王の第1女子。母は、三条実美公爵令嬢・智恵子。皇籍離脱前の身位は女王で、皇室典範における敬称は殿下。

## 生涯
1896年（明治29年）5月13日、閑院宮載仁親王と同妃智恵子の第1女子（第2子）として誕生。
1915年（大正4年）、従五位子爵安藤信昭との結婚が決まると、同年8月24日に宮中三殿を参拝し、9月2日には、皇太子裕仁親王から御悦として紅白縮緬が贈られた。翌9月3日に降嫁した。
1992年（平成4年）12月28日、96歳で逝去した。

## 系譜
この項目は、他に注が無い限りは霞会館 1996, p. 33, 74を参照した。
- 父：閑院宮載仁親王
- 母：載仁親王妃智恵子
  - 兄弟姉妹：篤仁王 - 恭子女王 - 茂子女王 - 季子女王 - 春仁王 - 寛子女王 - 華子女王
- 夫：安藤信昭 - 安藤家15代当主
  - 長男：信敬（1917年 - 1936年）
  - 長女：朋子（1918年 - ） - 菅沼文哉夫人
  - 次男：信和（1920年 - 2014年） - 安藤家16代当主
  - 三男：信暉（1921年 - ）
  - 次女：祥子（1924年 - 1989年） - 佐々木勝順夫人
  - 三女：康子（1926年 - 1949年） - 野井正晴夫人
  - 四女：治子（1927年 - ）

## 栄典
- 1915年（大正4年）8月23日 - 勲二等宝冠章[6]